# 3899 Віхтерле
3899 Віхтерле (3899 Wichterle) — астероїд головного поясу, відкритий 17 вересня 1982 року.
Тіссеранів параметр щодо Юпітера — 3,171.
Названо на честь честь хіміка, винахідника силікону та м'яких контактних лінз Отто Віхтерле (чеськ. Otto Wichterle, 1913 — 1998).